# Вероника Шуткова
Вероника Димитријевна Шуткова (блр. Вераніка Дзмітрыеўна Шуткова; Минск, 26. мај 1986) је белоруска атлетичарка специјалиста за скок удаљ.

## Значајнији резултати
| Година                  | Такмичење                           | Град                         | Скок удаљ               | Резултат                |                         |
| Представница Белорусије | Представница Белорусије             | Представница Белорусије      | Представница Белорусије | Представница Белорусије | Представница Белорусије |
| ----------------------- | ----------------------------------- | ---------------------------- | ----------------------- | ----------------------- | ----------------------- |
| 2004                    | Светско првенство за јунире         | Гросето, Италија             |                         | скок удаљ               | 6,22 м                  |
| 2005                    | Европско првенство за јуниоре       | Каунас, Литванија            | 11                      | скок удаљ               | 5,90 м                  |
| 2005                    | Универзијада                        | Измир, Турска                | 9                       | скок удаљ               | 6,18 м                  |
| 2007                    | Европско првенство за млађе сениоре | Дебрецин, Мађарска           | 6                       | скок удаљ               | 6,49 м                  |
| 2007                    | Универзијада                        | Бангкок, Тајланд             | 8                       | скок удаљ               | 6,38 м                  |
| 2009                    | Универзијада                        | Београд, Србија              | 17                      | скок удаљ               | 5,99 м                  |
| 2010                    | Светско првенство у дворани         | Доха, Катар                  | 9                       | скок удаљ               | 6,43 м                  |
| 2011                    | Европско првенство у дворани        | Париз, Француска             | 5                       | скок удаљ               | 6,57 м                  |
| 2011                    | Светско првенство                   | Тегу, Јужна Кореја           | 16                      | скок удаљ               | 6,45 м                  |
| 2012                    | Светско првенство у дворани         | Истанбул, Турска             | 6                       | скок удаљ               | 6,63 м                  |
| 2012                    | Олимпијске игре                     | Лондон, Уједињено Краљевство | 10                      | скок удаљ               | 6,54 м                  |

## Лични рекорди
| Дисциплина | Дисциплина   | Резултат | Место | Датум            |
| ---------- | ------------ | -------- | ----- | ---------------- |
| Скок удаљ  | на отвореном | 7,01 m   | Minsk | 12. јун 2012.    |
| Скок удаљ  | у сали       | 6,77 м   | Гомељ | 27. јануар 2012. |